# R.T. Rybak
Pour les articles homonymes, voir Rybak.
Raymond Thomas Rybak, Jr. dit «  R.T. Rybak », né le 12 novembre 1955, est un homme politique américain, membre du Minnesota Democratic-Farmer-Labor Party et maire de la ville de Minneapolis, dans le Minnesota, de 2002 à 2014. 

## Biographie
Après une carrière dans le journalisme, R.T. Rybak dirige Internet Broadcasting, une société qui gère des sites Internet pour de nombreuses stations de télévision à travers les États-Unis. 
Il poursuit parallèlement une carrière de militant politique au sein du Minnesota Democratic-Farmer-Labor Party et est élu novembre 2001 maire de Minneapolis. Son élection est alors une surprise pour de nombreux observateurs politiques à cause de sa victoire sur la sortante Sharon Sayles Belton, première femme et première personne afro-américaine maire de cette ville, en fonction depuis 1994.
Réélu à deux reprises en 2005 et 2009, R.T. Rybak tente d'obtenir l'investiture de son parti pour l'élection du gouverneur du Minnesota en 2010, mais finit par renoncer. En 2012, il annonce qu'il n'est pas candidat à un quatrième mandat de maire et le 2 janvier 2014, il quitte ses fonctions où lui succède Betsy Hodges.